# Agur
Agur era um escritor bíblico, filho de Jaque. Acredita-se que tenha vivido entre os reinados de Salomão até o reinado de Ezequias.

## Identificação
Por não se ter muitas informações adicionais sobre sua identificação, alguns peritos rabínicos têm achado que o nome Agur seja alegórico e que não verdade este se aplica a Salomão. No entanto, a obra Soncino Books of the Bible (Livros da Bíblia, de Soncino) ao comparar o inteiro livro bíblico de Provérbios destaque que a diferença de escrita e estilo entre os provérbios de Salomão e o atribuído a Agur (Provérbios 30:) é bem diferente.

## Provérbios, capítulo 30
Agur destaca a incapacidade do homem de criar a terra e tudo o que há nela. Afirma que a Bíblia é um escudo protetor e que tem poder de nos refinar. Destaca quão arrogante e ambiciosa era a geração em que vivia, fazendo um veemente combate à mentira.